# Ravnoteža (Thompson)
»Ravnoteža« singl je Marka Perkovića Thompsona objavljen 13. lipnja 2025. godine. Predstavlja jednu od pjesama studijskog albuma Hodočasnik, čija je službena objava bila isti dan.
Pjesma je objavljena kao jedna od pet do tada neobjavljenih pjesama. Stekla je pozornost zbog svojih stihova kojima Thompson odgovara svojim kritičarima.
Tekst pjesme potpisuju Marko Perković Thompson i Nenad Ninčević. Aranžman su zajednički napravili Thompson i Ante Padovan, dok je za produkciju zaslužan sam Thompson.
Pjesma „Ravnoteža” dobila je dodatnu medijsku pozornost kada ju je predsjednik Hrvatskog sabora Gordan Jandroković citirao tijekom glasanja o prijedlogu predsjednika Republike Zorana Milanovića za izbor predsjednice Vrhovnog suda. Jandroković je reagirao citatom „Kad zapjevam partija mi sudi. Neka sudi, pjevat ćemo ljudi” na izjavu zastupnika Arsena Bauka o političkom utjecaju na sudstvo.